# How are you?
『How are you?』（ハウ・アー・ユー?）は、日本のロックバンド、NICO Touches the Wallsのミニアルバム。2007年11月21日、キューンレコードより発売。

## 解説
- メジャーデビュー作。新曲2曲＋インディーズ時代のリメイク3曲で構成。
- AIRとの共同プロデュース作品。
- 初回仕様：3方背BOX仕様。また、ブックレットも通常盤よりページ数が多い。

## 収録曲
1. 武家諸法度 (4:08)
2. image training (4:53)
インディーズ時代の楽曲のリメイク（「Walls Is Beginning」収録）。PVが制作された。
スペースシャワーTV 2007年11月度POWER PUSH!
岩手めんこいテレビ『BEATNIKS』エンディングテーマ
テレビ東京系「JAPAN COUNTDOWN」2007年11月度オープニングテーマ
江崎グリコ「ポッキーチョコレート」スペースシャワーTVバージョンCFソング
3. そのTAXI,160km/h (4:59)
インディーズ時代の楽曲のリメイク（「Walls Is Beginning」収録）。
4. 梨の花 (5:20)
インディーズ時代の楽曲のリメイク（「runova x handover」収録）。
5. GANIMATA GIRL (3:29)

全作詞・作曲：光村龍哉　編曲：AIR&NICO Touches the Walls